# تومويا إيتشيكاوا
تومويا إيتشيكاوا (باليابانية: 市川 友也) (12 ديسمبر 1976 في إيباراكي في اليابان – )؛ هو لاعب كرة قدم سابق كان يلعب كحارس مرمى.

## وصلات خارجية
- تومويا إيتشيكاوا على موقع عالم كرة القدم.نت (الإنجليزية)